# DMZ (комикс)
DMZ — серия американских комиксов, написанная и проиллюстрированная Брайаном Вудом вместе с Риккардо Буркиелли. Действие серии разворачивается в недалёком (по отношению ко времени создания) будущем, где Вторая гражданская война в США превратила остров Манхэттен в демилитаризованную зону (DMZ), зажатую между силами Соединенных Штатов Америки и сепаратистскими Свободными Штатами Америки.
DMZ издавалась DC Comics на импринте Vertigo. Серия выходила с ноября 2005 года по февраль 2012 года. Насчитывается 72 выпуска, которые были собраны в 12 томов в мягкой обложке. Серия комиксов получила одноимённую киноадаптацию (мини-сериал) на стриминговом сервисе HBO Max в 2022 году.

## История создания
Благодаря участию в крупных коммерческих сериях комиксов как соавтор Врайн Вуд получил признание в профессиональных кругах. Успех с серией комиксов Demo (2003—2004) позволил ему приблизиться к его цели — возможности поработать с независимым издательством DC Comics Vertigo. Вуд безрезультатно подал более около десятка сценариев редактору Уиллу Деннису, который работал над такими продолжительными сериями Vertigo, как «100 пуль» (англ. 100 Bullets) и «Y: The Last Man», прежде чем, наконец, его последняя идея — история о разрушенном войной Манхэттене — получила мгновенное одобрение редактора.
Вдохновение для комикса DMZ пришло к Вуду в начале 2003 года, в то время, когда инцидент 11 сентября в Нью-Йорке и вторжение в Ирак доминировали в инфополе жителей США, оказывая немалое влияние на них. Вуд в то время только переехал в Сан-Франциско из Нью-Йорка. В результате опыт жизни в политической атмосфере тех времён, личные воспоминания и сюжеты, которые он накопил за десять лет жизни в городе, подтолкнули его к созданию иллюстраций, которые стали основой DMZ. Первоначально комикс разрабатывался под названием «Военное время» (англ. Wartime) как монохромная мини-серия из пяти выпусков. Этот комикс был важным проектом для Вуда, потому как ознаменовал возвращение автора к истокам и темам его нашумевшей работы «Нулевой канал» (1997), мрачному изображению молодёжной культуры и антиавторитарного движения в репрессивной среде Нью-Йорка эпохи Джулиани. После того, как «Военное время» было отклонено из-за сходства в названии с другим комиксом, выходившем в то время в Vertigo, Вуд и Деннис рассмотрели множество альтернативных вариантов названий, включая «Embedded», «No Man’s Land» и «The War for New York», прежде чем остановиться на DMZ.
Вуд впервые обнаружил работы художника Риккардо Буркиелли в стопке портфолио на столе Денниса; редактор собрал образцы иллюстраций итальянца, встретив его на выставке комиксов в Неаполе в марте 2003 г. Буркиелли никогда раньше не работал с американскими комиксами, но его детальный подход к повествованию, выразительность и внимательность к передаче действия, а также убежденность в уникальности своей работы впечатлили Вуда настолько, что он решил продолжить сотрудничество с ним. Линия повествования и разработка сюжета оставались в исключительной компетенции писателя, а дизайн персонажей оставался за художником. Пробный выпуск в соавторстве с Бурккиелли был одобрен исполнительным редактором Vertigo Карен Бергер, и DMZ был отправлен в печать; первый выпуск, в котором были представлены концепт-арты времен разработки Wartime, появился на прилавках магазинов комиксов 9 ноября 2005 года.
Когда в марте 2008 года Вуда спросили о возможном продолжении серии, он ответил: «Я не зафиксировал её на 100 %, но я был бы рад, если бы в DMZ вышло 60 выпусков».
Серия завершилась публикацией выпуска № 72 28 декабря 2011 года и была собрана в 12 томах в мягкой обложке.

## Сюжет
Действие комикса происходит в ближайшем будущем в Нью-Йорке, в разгар гражданской войны, превратившей остров Манхэттен в демилитаризованную зону (англ. demilitarized zone, DMZ).
В конфликте замешаны две основные силы: федеральное правительство Соединенных Штатов Америки (англ. the federal government of the United States of America) и Армии Свободных Штатов (англ. the Free States Armies). В выпуске № 2 объясняется, что Свободные Штаты ― это не столько географическая единица, сколько «идея», и что движение началось с восстания сепаратистских групп, которые сформировали отдельное правительство в Монтане, а затем распространили свое влияние по всей стране. Свободные Армии и ВС США впервые встретились в бою в Аллентауне, штат Пенсильвания, в котором Свободные Армии одержали победу, после чего начали наступление на Нью-Йорк. Запланированная эвакуация Манхэттена провалилась, но, несмотря на это, армия США наконец смогла остановить продвижение сил Свободных Штатов.
Среди солдат даже возникло ощущение, что силы США готовы отвоевать территорию и отбросить армию Свободных Штатов, однако так было до катастрофы 204-го дня, когда отряд американских солдат по ошибке расстрелял почти 200 мирных демонстрантов. Поскольку после этого США лишились общественной поддержки наступления, обе стороны зашли в тупик, вследствие чего Манхэттен получил статус демилитаризованной зоны между двумя воюющими сторонами. В итоге Свободные Штаты оккупировали территории, включая Нью-Джерси и внутренние районы, а Соединенные Штаты владеют Бруклином, Лонг-Айлендом и другими неизвестными частями. Правительство США по-прежнему владеет по крайней мере частью штата Нью-Йорк и, предположительно, другими территориями дальше на северо-восток.
В интервью Брайан Вуд описал предысторию основного конфликта DMZ так: граждане Средней Америки восстали против упреждающей военной политики правительства США, спровоцировав начало Второй гражданской войны в США. Он расширил эту концепцию в одном интервью:
Группы ополченцев Среднего Запада восстают против местных органов власти в знак протеста против безудержного авантюризма США за границей; в отсутствие Национальной гвардии они могут завоевать гораздо больше территорий, чем они предполагали. Небольшие группы повстанцев появляются в городах по всей стране, а большиснтво отрядов Армии Свободных Штатов продвигаются к Манхэттену. Город оказывается слишком большим для них, как и для того, чтобы его успешно защищали армии США. Война застопорилась, образовалась патовая ситуация, и теперь ни одна из сторон не может что-то изменитьКрис Аррант, "War Torn: Brian Wood's DMZ and Supermarket" в Publishers Weekly, выпуск от 3 октября 2006.
Манхэттен в основном пустует, на острове осталось всего 400 000 гражданских (по сравнению с 1,5 миллионами по переписи 2000 года), населенными только не эвакуированными бедняками, снайперами и несогласными с новыми порядками людьми. Вуд описал этот городской сеттинг так: «Представьте себе „Побег из Нью-Йорка“, Фаллуджу во время Иракской войны и Новый Орлеан сразу после Катрины».
Основное действие комикса начинается, когда репортер Мэтти Рот прибывает на Манхэттен через пять лет после начала войны. В первых 22 выпусках комикса DMZ Мэтти Рот на протяжении полтора года переживает различные передряги жизни в DMZ и прилегающих к ней районах, содержащие военные базы Свободных Армий и Соединенных Штатов.
Начиная с выпуска № 23 появляются ответвления от основной сюжетной линии. Брайан Вуд посвятил отдельные выпуски историям других персонажей из демилитаризованной зоны: уличному художнику, молодой девушке - живущей в суровых условиях, лидеру триады Уилсону - девушке Мэтти Келли, местному диджею, а также командиру группировки «Призраки», базирующейся в Центральном парке - Сомсу. История вернулась к основной линии повествования в выпуске № 29.

## Критика
Серия получила признание критиков американских СМИ, начиная с выпуска первого коммерческого издания комикса в мягкой обложке, DMZ Vol. 1: На Земле.
В июле 2006 года Пол Кац из Entertainment Weekly присвоил ему рейтинг «А−».
Джесса Криспин из Chicago Sun-Times вскоре сделала уверенный прогноз, что сериал заполнит пустоту, оставленную блокбастером Vertigo Y: The Last Man, написав: «DMZ — это невероятно. Это вызывает привыкание и ярость; идеальное противоядие от размахивающих флагами передач Fox News о войне с террором. Вуд и Буркьелли создали нечто особенное, нечто такое, что выходит за рамки подсчета трупов и заголовков о неудачах».
Питер Хартлауб из San Francisco Chronicle отмечал комикс как «отличную серию, в которой убедительная драма в равной степени сочетается с поучительной историей, наполненной вдохновляющей рисовкой». Также он высоко оценил, в частности, воссоздание Багдада времен Иракской войны и Нового Орлеана времен Катрины в изображении города, назвав его «самым блестящим ходом Вуда».
В рецензии для New York Times Дуглас Волк охарактеризовал комикс как «любовное письмо городу», описав творчество Вуда как «полное едких метафор размахивание американским флагом во время репортажа с места событий», а Буркиелли — как «беспорядочное, намеренно уродливое художественное произведение». «[DMZ] столь же эффективно иллюстрирует апокалиптическую тематику, сколь его персонажи великолепно жизнерадостны».
Коллега Волка по газете Джордж Джин Густинс после выхода в конце того же месяца выпуска № 14 заявил, что DMZ достигла рейтинга лучших изданий Vertigo и что решение импринта продолжать выпускать сборники комиксов, несмотря на сравнительно низкие показатели продаж (15 000 экземпляров на выпуск) был заметным признаком доверия. Густинес добавил: «Сериал в лучшем виде, в небольших моментах показывая, насколько отличается жизнь в разрушенном войной городе».